# Бушевец (Хорватия)
Бушевец (хорв. Buševec) — село в общине Велика-Горица в жупании Загребачка Хорватии. По данным переписи 2021 года, численность населения составляла 1018 человек.

## Население
| 2021 |
| ---- |
| 1018 |